# 드리프트우드 (2006년 영화)
《드리프트우드》(Driftwood)은 미국에서 제작된 팀 설리번 감독의 2006년 스릴러 영화이다. 릭키 울만 등이 주연으로 출연하였다.

## 출연
주연
- 릭키 울만 - 데이비드 포레스터 역
- 다이아몬드 댈러스 페이지 - 케네디 역

조연
- 탈란 토리에로 - 예이츠 역
- 데이비드 아이젠버그 - 노리스 역
- 제이미 리를어트 - 노아 역
- 배린 네프 - 마이라 역
- 프랭크 레반기 - 보일 역
- 코너 로스 - 조너선 역
- 코리 하드릭트 - 다릴 역
- 데이빗 스카일러 - K.C. 역
- 샤하인 이젤 - 코베이 역
- 존 웰컷
- 루 베티 주니어
- 킴 모건 그린
- 러셀 샘스
- 린 샤예
- 마크 맥클루어
- 제시 헤이먼
- 채드 허드슨
- 크리스 커너
- 팀 설리번
- 크리스 통그